# Карусельный лев
«Карусельный лев» — советский короткометражный кукольный мультфильм, снятый в 1974 году режиссёром Владимиром Данилевичем.

## Сюжет
В парке была карусель, на которой стояли фигуры животных. Там были: слон, жираф, зебра, ослик, лошадь и лев. Дети с удовольствием катались на карусели. Одна девочка сначала испугалась льва, а потом старалась кататься только на нём.
Когда наступила зима, девочка пришла в парк и увидела, что на карусели нет льва. Затем она нашла льва у ограды парка, грязного и с попорченой лапой. Девочка перевязала льва своим шарфом и забрала его домой.

## Съёмочная группа
| автор сценария                | Юрий Яковлев                                                                                          |
| режиссёр                      | Владимир Данилевич                                                                                    |
| художник-постановщик          | Анатолий Курицын                                                                                      |
| оператор                      | Владимир Сидоров                                                                                      |
| композитор                    | Евгений Ботяров                                                                                       |
| звукооператор                 | Борис Фильчиков                                                                                       |
| художники-мультипликаторы:    | Вячеслав Шилобреев, Лидия Маятникова, Ольга Панокина, Александр Рожков                                |
| куклы и декорации изготовили: | Олег Масаинов, Г. Студеникина, Галина Филиппова, Светлана Знаменская, Александр Горбачёв, Семён Этлис |
| под руководством              | Романа Гурова                                                                                         |
| редактор                      | Наталья Абрамова                                                                                      |
| директор картины              | Натан Битман                                                                                          |